# Josef Thaler
Josef Thaler ist ein früherer österreichischer Rennrodler.
Josef Thaler war ein vor allem in der Mitte der 1950er Jahre erfolgreicher Rennrodler aus einer erfolgreichen Rodelfamilie. Er gewann bei den ersten Weltmeisterschaften im Rennrodeln 1955 in Oslo gemeinsam mit seinem Partner Hans Krausner den Titel im Doppelsitzer. Zudem wurde er im Wettbewerb der Einsitzer hinter dem Lokalmatador Anton Salvesen Zweiter. Ein Jahr später kam bei den Europameisterschaften die Bronzemedaille hinzu, die Thaler mit Luis Posch hinter Wilhelm Leimgruber/Josef  Unterfrauner und Erich Raffl/Stefan Schöpf gewann. 1955, 1957, 1958 und 1962 wurde er im Einsitzer sowie 1953, 1955 und 1958 zudem mit Luis Posch im Doppelsitzer Tiroler Meister.